# Гута-Пеняцька
Гу́та-Пеня́цька — село зі значною перевагою польського населення, яке існувало на теренах сучасного Золочівського району Львівської області (у грудні 1920 — вересні 1939 року перебувало у складі Бродського повіту Тернопільського воєводства).

## Географія
Населений пункт розташовувався у мальовничій місцевості посеред букових лісів, на верхів'ях Вороняцького кряжу на північному краю плато Подільської височини. Поблизу сіл Голубиця, Жарків, Верхобуж, Підгірці, Ясенів (тепер Золочівський район Львівська область).

## Назва
Назва села походить від двох слів «Гута» — промисел з виготовлення скла, та «Пеняцька» — від назви давнього села Пеняки, розташованого неподалік.

## Історія
За попередніми даними, перші письмові згадки про населений пункт датуються XVIII століттям (у Йозефинській метриці 1786 року записано, що Гута-Пеняцька — «село ново осіле»). Припускається, що початково населений пункт виник як місце склодувного промислу та був заснований вихідцями з села Пеняки. Першими поселенцями були майстри-склодуви, а згодом почали селитися й інші люди. Правдоподібно, що поява цього села пов'язана з включенням Галичини до складу Австрії та колонізацією прикордонних земель, яку провадив уряд Марії Терези.
У 1931 році в селі було 172 двори, де мешкало 760 осіб.

### База польських та радянських партизанських формувань
Під час німецько-радянської війни село стало, зокрема, з весни 1942 року головною базою радянської партизанської групи, створеної військовим лікарем, більшовиком П. К. Кундіусом, який 1941 року втік з табору радянських військовополонених у Сасові. У серпні 1943 року загін налічував 96 осіб, 1944 року — 600 осіб у складі трьох рот.
Командиром польської самооборони та місцевої боївки Армії Крайової був Казимир Войцеховський, який підпорядковувався окружному відділку Армії Крайової у Золочеві.
22 лютого 1944 року 9-й батальйон радянських партизанів загону імені Чкалова під командуванням Бориса Кореневського полишив Гуту-Пеняцьку.

### Трагічна доля села
28 лютого 1944 року в селі були знищені всі 172 будинки та замордовано мирних мешканців (за різними оцінками від 500 до 800 осіб, включно з жінками та дітьми). Врятуватися вдалося одному поляку, який зумів утекти через дверцята, якими випускали з хати дрібну живність (зимою її тримали у хаті). Босим, у кальсонах, він зумів дістатися через ліс і яри до іншого польського села — Гутища. Обморозив пальці ніг — все це вплинуло на психіку та мову. За його словами — солдати були у німецьких військових одностроях та розмовляли поміж себе німецькою мовою.
За свідченнями старожилів села Підгірці, що у спаленні Гути-Пеняцької брали три німецькі частини, що розташовувалися: на місцині «Кам'янка» біля с. Підгірці, с. Ясенів та між селами Ясенів і Чишки, підняті по тривозі. Причиною знищення села було зникнення двох німецьких офіцерів поблизу складів з боєприпасами, які розміщувалися у Підгірцях в місцині «Лісовики». Німці знали, що у Гуті-Пеняцькій радянські партизани з загону «Переможці» після тривалого перебування там залишили своїх агентів та багато зброї.
У польській літературі поширена теза про винищення польського населеного пункту Гута-Пеняцька у лютому 1944 року частиною дивізії «Галичина». Разом із тим, за твердженням дослідника Андрія Боляновського, у той час тут не діяв жоден із куренів галицької дивізії.
У 1950—1960-х роках про діяльність радянських партизанів у Гуті-Пеняцькій писали у своїх книгах радянські письменники Степан Маківка, Микола Струтинський, але нічого не згадували про знищення цього села. Не писали на цю тему і Віра Варягіна та Гаврило Вакуленко в книзі «Народна гвардія імені Івана Франка: сторінки героїчної боротьби підпільно-партизанської організації західних областей України. 1942-1944 роки», що 1979 року вийшла друком у львівському видавництві «Каменяр», хоча там були окремі розділи, присвячені діяльності радянських партизанів у Гуті-Пеняцькій. Якби там були хоча б якійсь згадки про причетність ОУН-УПА, вояків дивізії «Галичина» до знищення села, то радянська пропаганда із задоволенням використала б ці обставини. Але цього не було і всі добре знали, що Гуту було знищено під час каральної операції німцями проти радянських партизанів.

## Галерея

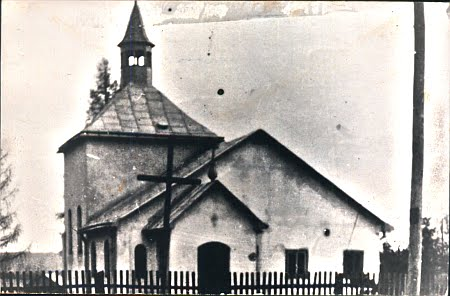
Костел в Гуті-Пеняцькій
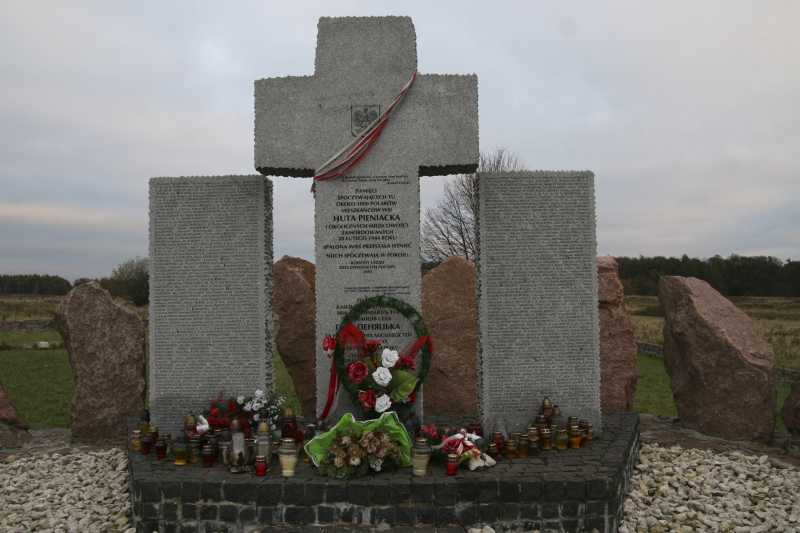
Гута-Пеняцька, пам'ятник убитим полякам
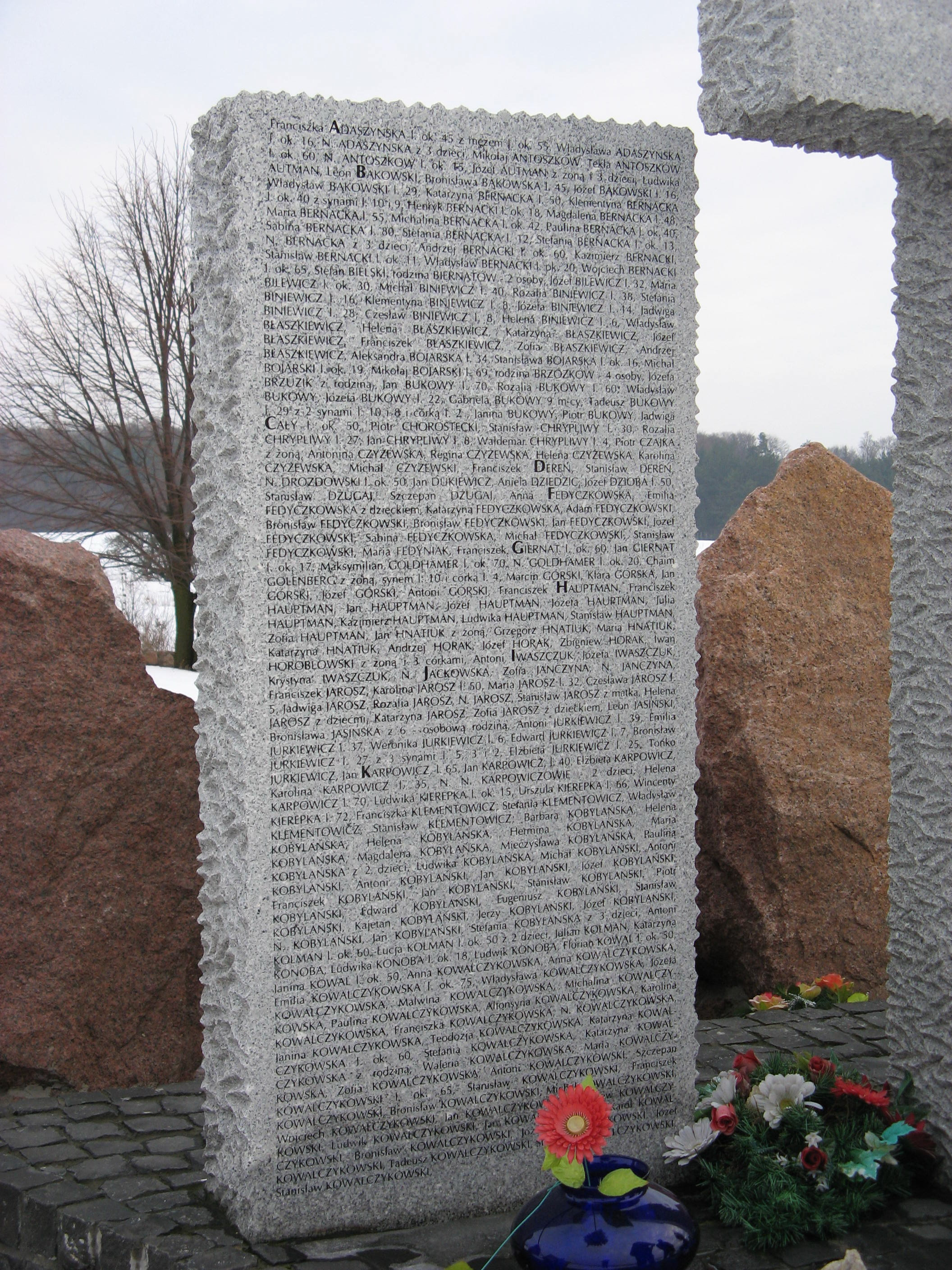
Гута-Пеняцька, перша з двох стел, на яких викарбувано імена загиблих

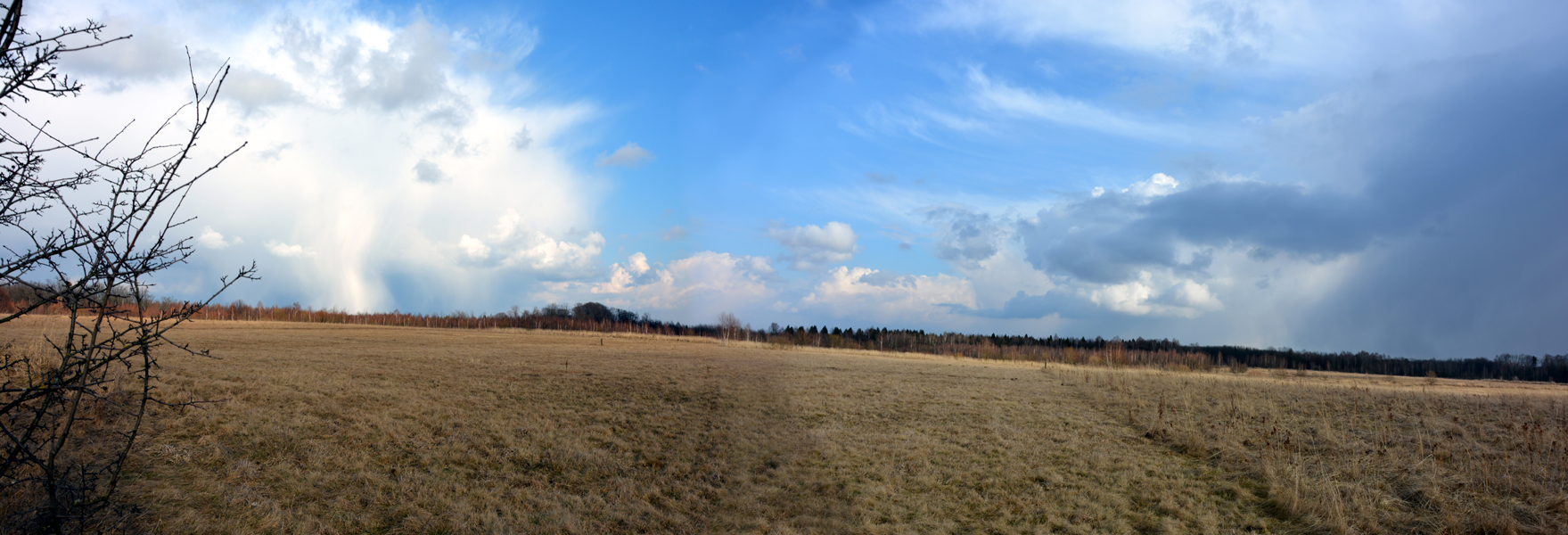
Панорама на Гуті Пеняцькій